# Дюльгер Дмитро Іванович
Дмитро Іванович Дюльгер — солдат Збройних Сил України, учасник російсько-української війни, що загинув у ході російського вторгнення в Україну в 2022 році.

## Життєпис
Дмитро Дюльгер народився 18 серпня 1999 року в місті Кілії Ізмаїльського району Одеської області. Після закінчення загальноосвітньої школи навчався у Кілійському професійному ліцеї. У 2020 році підписав контракт із ЗСУ і брав участь в ООС у складі 24-ї окремої механізованої бригади імені Короля Данила. З початком повномасштабного російського вторгнення в Україну перебував на передовій. Загинув 6 квітня 2022 року поблизу села Прибузьке Миколаївського району Миколаївської області в ході ворожого обстрілу. Тіло загиблого привезли до рідного міста 8 квітня. Чин прощання відбувся у суботу 9 квітня 2022 року в Свято-Покровському храмі. Похований на міському кладовищі Кілії.

## Нагороди
- Орден «За мужність» III ступеня (2022, посмертно) — за особисту мужність і самовіддані дії, виявлені у захисті державного суверенітету та територіальної цілісності України, вірність військовій присязі[4].

## Ушанування пам'яті
Розпорядженням Кілійського міського голови 9 квітня 2022 року з метою гідного вшанування пам'яті військовослужбовця на території міської територіальної громади Ізмаїльського району Одеської області було оголошення День жалоби у зв'язку з загибеллю солдата Дмитра Дюльгера.